# Grünhöfe (Gemeinde Navis)
Grünhöfe, ortsüblich auch Grün
ist ein Ort im Navistal in Nordtirol, und gehört zur Gemeinde Navis im Bezirk Innsbruck-Land, Bundesland Tirol.

## Geographie
Die Rotte liegt im hintersten Navistal, auf um die 1500 m ü. A., ab dort, wo der Grünbach von Hirschstein (2281 m ü. A.) und Wetterkreuz (2148 m ü. A.) kommt, und die Naviser Landesstraße L 228, von Navis kommend, sich bei Häuserer wendet und wieder talauswärts führt.
Die Ortschaft umfasst knapp 20 Gebäude, es sind die höchstgelegenen Bergbauernhöfe im Navisertal.
Nachbarorte
|                        |                                             |  |
|                        | Kompassrose, die auf Nachbargemeinden zeigt |  |
| SchranzerHäusererNavis |                                             |  |

## Infrastruktur, Sehenswürdigkeiten und Tourismus
Die Grünhöfe, heute einige Gaststätten, haben einen kleinen Schilift. Sonst ist der Ort auch Ausgangspunkt für Wanderungen und Schitouren im hinteren Navisertal.
Der letzte der Höfe, der Liesen, ist sehr alt und steht unter Denkmalschutz.